# Sakina
Sakina - ou parfois Sakyna - est un prénom, pouvant être d'origine japonaise, ou arabe. Très peu populaire au Japon, où le nom signifie les fleurs, il commence à se populariser petit à petit. En arabe, ce prénom signifie la paix et la sérénité.

## Signification dans des langues sémitiques

### En arabe

#### Nom commun
Sakina (سكينة) est un mot d'origine arabe qui veut dire « paisible » et « sereine ». Certains le rapprochent aussi du terme « soukkoun », signifiant « silence ». En arabe littéraire, il se traduit par « quiétude » ou « paix profonde ». Ce dernier sens vient du Coran - où le mot apparaît sous la forme « Sakîna », au sens d'habiter, se loger, de la racine arabe s.k.n., en relation avec l’Arche (Tâbût).
La sakina (arabe : سكينة, sakīna) est un concept islamique, utilisé en particulier dans l'islam soufi.

#### Prénom Sakina
- Sakina est le nom d'une des arrière-petites-filles du prophète Mahomet (la grand-mère de Sakina était Fatima, fille du prophète et épouse d'Ali, le quatrième calife). Figure emblématique de la femme musulmane des premiers temps de l'Islam, elle accompagnait son père, Hussein ben Ali, lorsque celui-ci fut massacré à Kerbala pour avoir refusé de prêter serment au fils de Muhawiya, Yazid Ibn Muawiya ibn Abu Sufyan ibn Harb ibn Abdishams.

- Sakina Jaffrey (née en 1962), actrice américaine.
- Sakina Karchaoui (née en 1996), footballeuse internationale française.
- Sakina Ouzraoui Diki (née en 2001), footballeuse internationale marocaine

#### Prénoms dérivés
Les prénoms Sokayna, Soukayna, Sakna ou Sakine sont des dérivés de Sakina, en particulier dans les pays de l'Afrique sahélienne.

### Liens avec l'hébreu
On retrouve ce même sens en hébreu, où il aurait selon René Guénon son équivalent dans le terme  « Shekinah », dont le chiffre kabbalistique est, toujours selon Guénon, 314. Celui-ci écrit dans son article « La Shekinah et le Metatron », dans Le Roi du monde : « la Shekinah est la "présence réelle" de la Divinité ».
Les rabbins définissent la Shekinah comme étant la « gloire de Dieu » ou « l’Esprit de Dieu » qui aurait « élu demeure dans le Tabernacle » ainsi que dans d’autres lieux.
Contrairement au Coran, le mot Shekinah n’apparaît pas dans la Bible. On y trouve plutôt le mot « mishkan » ou « shakan », auquel on donne généralement le sens d’habiter, prendre une demeure, en se basant sur le verbe hébreu shakan, de la racine sémitique sh.k.n qui signifie comme en arabe habiter, se loger. Le mot arabe, outre le sens d’habiter auquel il renvoie comme le fait l’hébreu, désigne aussi l’état de grâce, de sérénité, de calme et d’apaisement, lié à son usage dans le Coran. L'absence du mot Shekinah dans la Bible laisse supposer que les rabbins se seraient basés sur la notion arabe et coranique en empruntant ce mot pour expliquer le concept biblique de « mishkan » ou « shakan ».